# Post-Nothing
Post-Nothing är Japandroids debutalbum. Det släpptes i Kanada 28 april 2009 av Unfamiliar Records och 4 augusti 2009 av Polyvinyl.

## Låtlista
Alla låtar är skrivna och komponerade av Brian King och David Prowse. 
| Nr           | Titel                     | Längd |
| ------------ | ------------------------- | ----- |
| 1.           | The Boys Are Leaving Town | 4:01  |
| 2.           | Young Hearts Spark Fire   | 5:05  |
| 3.           | Wet Hair                  | 3:12  |
| 4.           | Rockers East Vancouver    | 4:32  |
| 5.           | Heart Sweats              | 4:25  |
| 6.           | Crazy/Forever             | 6:04  |
| 7.           | Sovereignty               | 3:34  |
| 8.           | Quit Girls                | 4:55  |
| Total längd: | Total längd:              | 35:44 |